# Neuvième circonscription législative d'Estonie

Localisation de la circonscription

La Neuvième circonscription législative d'Estonie est une circonscription électorale estonienne. Cette circonscription se compose de deux Maakonnad : Région de Jõgeva, Région de Tartu (excepté la ville de Tartu). Elle est représentée par 7 sièges au Riigikogu.

## Résultats

### Années 2020

#### 2023
| Parti                  | Parti                                         | Voix   | %     | +/-   | Sièges | +/-           | A.S.c. |
| ---------------------- | --------------------------------------------- | ------ | ----- | ----- | ------ | ------------- | ------ |
|                        | Parti de la réforme d'Estonie (ERE)           | 14 229 | 30,34 | 3,10  | 2      | en stagnation | +1     |
|                        | Parti populaire conservateur d'Estonie (EKRE) | 9 244  | 19,71 | 2,66  | 1      | en stagnation | -      |
|                        | Estonie 200 (E200)                            | 6 860  | 14,63 | 10,35 | 1      | 1             | -      |
|                        | Isamaa (IE)                                   | 5 609  | 11,96 | 5,50  | 1      | en stagnation | -      |
|                        | Parti du centre d'Estonie (EKE)               | 4 298  | 9,16  | 6,22  | 0      | 1             | -      |
|                        | Parti social-démocrate (SDE)                  | 4 235  | 9,03  | 0,27  | 0      | en stagnation | -      |
|                        | La Droite (P)                                 | 1 207  | 2,57  | Nv.   | 0      | en stagnation | -      |
|                        | Parti de la gauche unie d'Estonie (EÜVP)      | 719    | 1,53  | 1,45  | 0      | en stagnation | -      |
|                        | Parti vert estonien (EER)                     | 490    | 1,04  | 0,43  | 0      | en stagnation | -      |
|                        |                                               |        |       |       |        |               |        |
| Votes valides          | Votes valides                                 | 46 891 | 99,34 |       |        |               |        |
| Votes invalides        | Votes invalides                               | 313    | 0,66  |       |        |               |        |
| Total                  | Total                                         | 47 204 | 100   | -     | 5      | en stagnation | 1      |
| Abstentions            | Abstentions                                   | 25 696 | 35,25 |       |        |               |        |
| Inscrits/Participation | Inscrits/Participation                        | 72 900 | 64,75 |       |        |               |        |

| Parti | Parti | Députés                                         |
| ----- | ----- | ----------------------------------------------- |
|       | ERE   | - Urmas Kruuse - Luisa Rõivas - Erkki Keldo (C) |
|       | EKRE  | - Kert Kingo                                    |
|       | E200  | - Irja Lutsar                                   |
|       | IE    | - Aivar Kokk                                    |

### Années 2010

#### 2019
| Parti                  | Parti                                         | Voix   | %     | +/-   | Sièges | +/-           | A.S.c. |
| ---------------------- | --------------------------------------------- | ------ | ----- | ----- | ------ | ------------- | ------ |
|                        | Parti de la réforme d'Estonie (ERE)           | 11 399 | 27,24 | 1,87  | 2      | en stagnation | -      |
|                        | Parti populaire conservateur d'Estonie (EKRE) | 9 362  | 22,37 | 13,04 | 1      | 1             | +1     |
|                        | Isamaa (IE)                                   | 7 308  | 17,46 | 2,53  | 1      | en stagnation | +1     |
|                        | Parti du centre d'Estonie (EKE)               | 6 438  | 15,38 | 3,33  | 1      | en stagnation | -      |
|                        | Parti social-démocrate (SDE)                  | 1 938  | 9,30  | 9,26  | 0      | 1             | -      |
|                        | Estonie 200 (E200)                            | 1 789  | 4,28  | Nv.   | 0      | en stagnation |        |
|                        | Parti vert estonien (EER)                     | 616    | 1,47  | 0,57  | 0      | en stagnation |        |
|                        | Parti libre d'Estonie (EVA)                   | 571    | 1,36  | 6,20  | 0      | en stagnation |        |
|                        | Parti de la biodiversité (EE)                 | 439    | 1,05  | Nv.   | 0      | en stagnation |        |
|                        | Parti de la gauche unie d'Estonie (EÜVP)      | 34     | 0,08  | 0,13  | 0      | en stagnation |        |
|                        |                                               |        |       |       |        |               |        |
| Votes valides          | Votes valides                                 | 41 847 | 99,12 |       |        |               |        |
| Votes invalides        | Votes invalides                               | 371    | 0,88  |       |        |               |        |
| Total                  | Total                                         | 42 218 | 100   | -     | 5      | en stagnation | 2      |
| Abstentions            | Abstentions                                   | 24 027 | 36,27 |       |        |               |        |
| Inscrits/Participation | Inscrits/Participation                        | 66 245 | 63,73 |       |        |               |        |

| Parti | Parti | Députés                          |
| ----- | ----- | -------------------------------- |
|       | ERE   | - Urmas Kruuse - Valdo Randpere  |
|       | EKRE  | - Peeter Ernits - Kert Kingo (C) |
|       | IE    | - Raivo Tamm - Aivar Kokk (C)    |
|       | EKE   | - Marika Tuus-Laul               |

#### 2015
| Parti                  | Parti                                         | Voix   | %     | +/-   | Sièges | +/-           | A.S.c. |
| ---------------------- | --------------------------------------------- | ------ | ----- | ----- | ------ | ------------- | ------ |
|                        | Parti de la réforme d'Estonie (ERE)           | 11 896 | 29,11 | 1,02  | 2      | en stagnation | +1     |
|                        | Parti du centre d'Estonie (EKE)               | 7 644  | 18,71 | 3,37  | 1      | en stagnation | -      |
|                        | Parti social-démocrate (SDE)                  | 7 583  | 18,56 | 0,97  | 1      | en stagnation | -      |
|                        | Union Pro Patria et Res Publica (IRL)         | 6 099  | 14,93 | 11,13 | 1      | 1             | +1     |
|                        | Parti populaire conservateur d'Estonie (EKRE) | 3 814  | 9,33  | 2,01  | 0      | en stagnation | +1     |
|                        | Parti libre d'Estonie (EVA)                   | 3 089  | 7,56  | Nv.   | 0      | en stagnation | -      |
|                        | Parti vert estonien (EER)                     | 369    | 0,90  | 2,05  | 0      | en stagnation | -      |
|                        | Parti de l'unité nationale (RÜE)              | 151    | 0,37  | Nv.   | 0      | en stagnation | -      |
|                        | Parti de l'indépendance estonienne (EIP)      | 127    | 0,31  | 0,51  | 0      | en stagnation | -      |
|                        | Parti de la gauche unie estonienne (EUV)      | 87     | 0,21  | Nv.   | 0      | en stagnation | -      |
|                        |                                               |        |       |       |        |               |        |
| Votes valides          | Votes valides                                 | 40 859 | 99,22 |       |        |               |        |
| Votes invalides        | Votes invalides                               | 323    | 0,78  |       |        |               |        |
| Total                  | Total                                         | 41 182 | 100   | -     | 5      | 1             | 3      |
| Abstentions            | Abstentions                                   | 24 924 | 37,70 |       |        |               |        |
| Inscrits/Participation | Inscrits/Participation                        | 66 106 | 62,30 |       |        |               |        |

| Parti | Parti | Députés                                       |
| ----- | ----- | --------------------------------------------- |
|       | ERE   | - Urmas Kruuse - Igor Gräzin - Terje Trei (C) |
|       | EKE   | - Marika Tuus-Laul                            |
|       | SDE   | - Tanel Talve                                 |
|       | IRL   | - Aivar Kokk - Jaak Aaviksoo (C)              |
|       | EKRE  | - Raivo Põldaru (C)                           |

#### 2011
| Parti                  | Parti                                          | Voix   | %     | +/-   | Sièges | +/-           | A.S.c. |
| ---------------------- | ---------------------------------------------- | ------ | ----- | ----- | ------ | ------------- | ------ |
|                        | Parti de la réforme d'Estonie (ERE)            | 11 326 | 28,09 | 3,79  | 2      | 1             | -      |
|                        | Union Pro Patria et Res Publica (IRL)          | 10 508 | 26,06 | 10,38 | 2      | 1             | -      |
|                        | Parti social-démocrate (SDE)                   | 7 092  | 17,59 | 10,16 | 1      | 1             | -      |
|                        | Parti du centre d'Estonie (KESK)               | 6 184  | 15,34 | 6,10  | 1      | en stagnation | -      |
|                        | Union populaire estonienne (ERL)               | 2 950  | 7,32  | 15,38 | 0      | 1             | -      |
|                        | Les Verts (EER)                                | 1 188  | 2,95  | 2,61  | 0      | en stagnation | -      |
|                        | Parti de l'indépendance estonienne (EIP)       | 330    | 0,82  | 0,65  | 0      | en stagnation | -      |
|                        | Parti des démocrates-chrétiens estoniens (EKD) | 124    | 0,31  | 0,83  | 0      | en stagnation | -      |
|                        | Parti russe en Estonie (VEE)                   | 83     | 0,21  | 0,13  | 0      | en stagnation | -      |
|                        | Indépendants (2)                               | 532    | 1,32  | -     | 0      | en stagnation |        |
|                        |                                                |        |       |       |        |               |        |
| Votes valides          | Votes valides                                  | 40 317 | 98,83 |       |        |               |        |
| Votes invalides        | Votes invalides                                | 476    | 1,17  |       |        |               |        |
| Total                  | Total                                          | 40 793 | 100   | -     | 6      | 2             | 0      |
| Abstentions            | Abstentions                                    | 26 711 | 39,57 |       |        |               |        |
| Inscrits/Participation | Inscrits/Participation                         | 67 504 | 60,43 |       |        |               |        |

| Parti | Parti | Députés                     |
| ----- | ----- | --------------------------- |
|       | ERE   | - Igor Gräzin - Mati Raidma |
|       | IRL   | - Ene Ergma - Aivar Kokk    |
|       | SDE   | - Jaan Õunapuu              |
|       | EKE   | - Marika Tuus-Laul          |